# Assyro-babylonisk litteratur

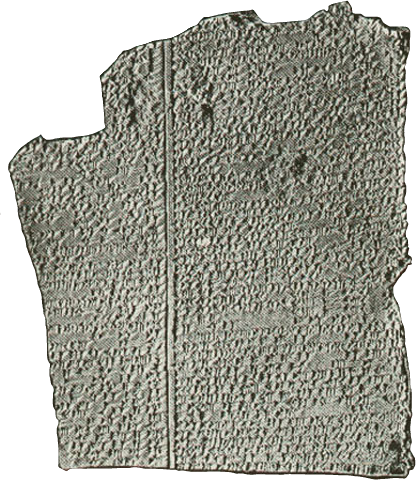
Fragment av berättelsen om syndafloden, Gilgamesheposet, på akkadiska.

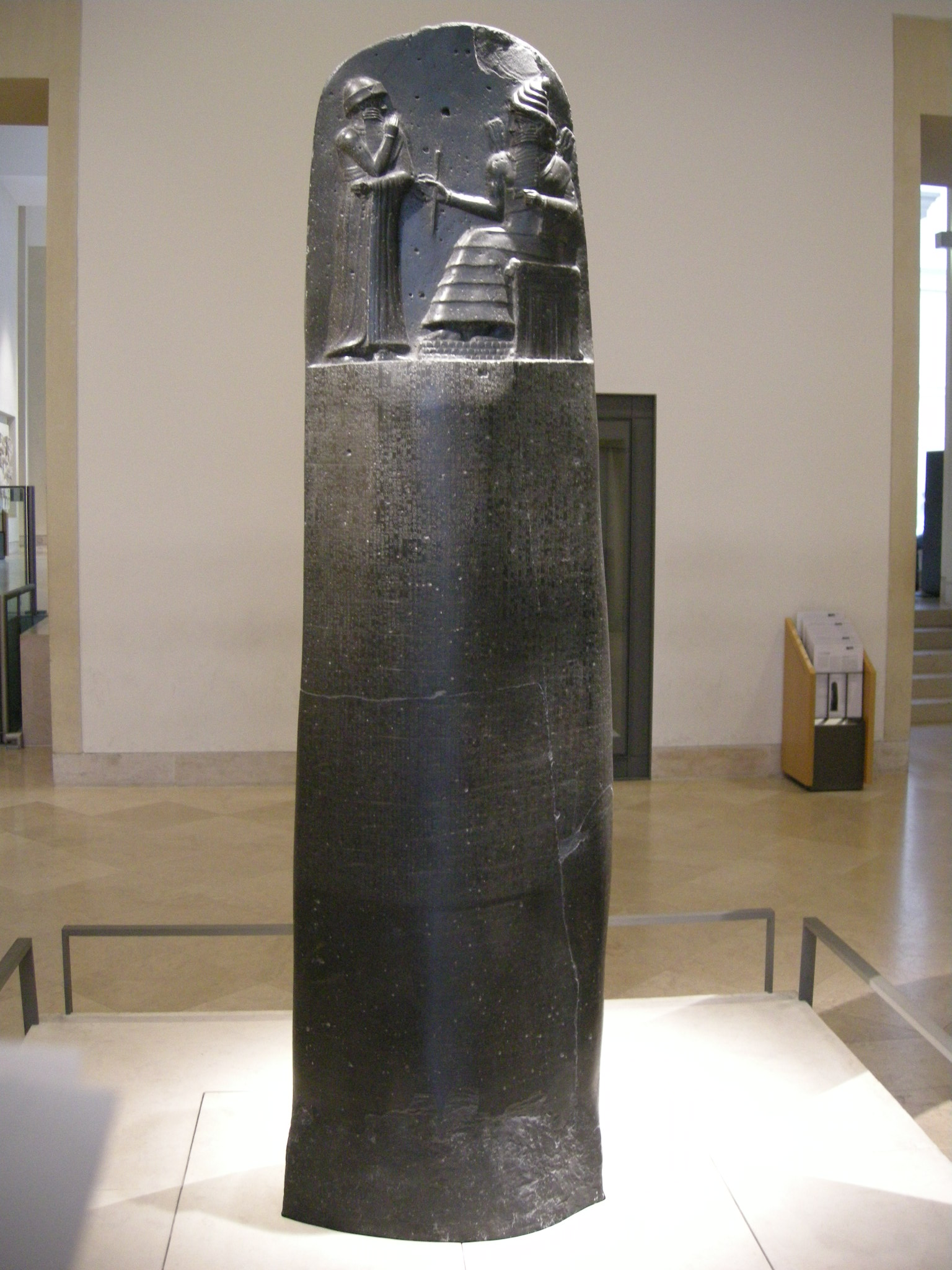
Stele med Hammurabis lag, 1700-talet f.Kr.

Assyro-babylonisk litteratur avser litteraturen i Babylonien och Assyrien från ca 2000 f.Kr. till 539 f.Kr. författad på akkadiska och vanligen nedtecknad med kilskrift. Den assyro-babyloniska litteraturen är en av världshistoriens allra äldsta. Babylonierna hämtade influenser från den sumeriska litteraturen, och skapade en litteraturtradition med mytologiska berättelser, lagtexter, vetenskapliga verk, brev och andra litteraturformer. I egenskap av skriftspråkskultur la babylonierna en stor prestige i sina litterära verk och sin filologi.

## Förhållande till andra kulturer under antiken
En avsevärd del av den babyloniska litteraturen var översättningar av sumeriska förlagor, och deras religiösa och juridiska språk fortfor under lång tid att vara det gamla agglutinerade språket i Sumer. Vokabulären, grammatiken och interlinjära översättningar sammanställdes för att användas av studenter, liksom kommentarer av äldre texter samt förklaringar av svårförståeliga ord och fraser. Stavelseskriftens tecken arrangerades och gavs namn, och uppfördes i smakfulla listor.
Den assyriska kulturen och litteraturen kom från Babylon, men även här fanns skillnader mellan de två länderna. Mycket liten del av den assyriska litteraturen hade sitt ursprung i det egna landet, och utbildningen, huvudsakligen i Babylonien, var reserverad för en enda samhällsklass i norra delen av kungadömet. I Babylonien hade denna ordning lång historia. Under det andra assyriska riket, när Nineveh var en handelsknut, blev handels- och diplomatspråket arameiska ytterligare ett ämne som skulle läras av den bildade klassen.
Under seleukiderna kom grekerna i kontakt med babylonierna, och fragment av tavlor har återfunnits där sumeriska och assyriska ord skrivits med grekiska alfabetet.